# FC Veselí nad Moravou
Football Club Veselí nad Moravou je český fotbalový klub z Veselí nad Moravou na Hodonínsku, který byl založen roku 1928 jako Sportovní odbor Orel Veselí nad Moravou. Od sezony 2018/19 hraje I. A třídu Jihomoravského kraje (6. nejvyšší soutěž).
Největším úspěchem klubu je účast v 18 ročnících Divize D (1969/70 – 1979/80 a 1991/92 – 1997/98), z čehož tři ročníky (1977/78 – 1979/80) byly třetiligové. Nejlepším umístěním je 5. místo ze sezony 1977/78.

## Stručná historie kopané ve Veselí nad Moravou
Fotbalový klub byl založen roku 1928 jako Sportovní odbor Orel Veselí nad Moravou. V roce 1953 došlo k roztříštění činnosti na 3 oddíly: DSO Lokomotiva, DSO Jiskra a DSO Slovan. Jiskra a Slovan byly roku 1956 sloučeny pod Lokomotivu. V sezoně 1963/64 se klubu podařilo poprvé zvítězit v Okresním přeboru Hodonínska, což znamenalo první účast v krajských soutěžích.
Poté, co se v sezoně 1966/67 (oficiálně od 1. ledna 1967) staly patronátním podnikem oddílu Jihomoravské trubkárny a tažírny, došlo k prudkému nárůstu výkonnosti. Ve třech po sobě jdoucích sezonách klub postoupil o třídu výše. Na konci jara 1967 slavil vítězství v I. B třídě Jihomoravské oblasti – sk. C a historický postup do I. A třídy. Hned v ročníku 1967/68 oddíl triumfoval v I. A třídě Jihomoravské oblasti – sk. B a postoupil poprvé do nejvyšší krajské (oblastní) soutěže. Na premiérové utkání v nejvyšší jihomoravské soutěži se přes nepřízeň počasí přišlo podívat 1 200 diváků, kteří však nebyli zklamáni, Veselí nad Moravou porazilo Šlapanice 5:1 brankami B. Smištíka (2), F. Turzíka (2) a F. Bílka. Ročník se veselským vydařil a jako nováček se umístili na 2. místě, což vzhledem k reorganizaci soutěží od ročníku 1969/70 znamenalo přesun do divizní soutěže pro ročník 1969/70. V úvodním divizním střetnutí veselští doma přetlačili Sigmu Olomouc 4:3, střelcem první branky Veselí nad Moravou v divizi byl Stanislav Alt.
Ve čtvrtek 9. dubna 1970 se ve Veselí nad Moravou hrálo utkání mezi domácími a reprezentací ČSR (výběr Čech a Moravy). Reprezentanti zvítězili 4:1 (2:0), branky stříleli Stratil (3) a Žalud – za domácí Bílek. Utkání řídil sudí Kucman. Zápas sloužil jako příprava na sobotní přátelské mezinárodní utkání s výběrem Horního Rakouska.
Od sezony 1977/78 až do 1980/81 byla Divize D jednou ze skupin 3. nejvyšší soutěže.
V sezoně 2009/10 veselští sestoupili z I. A třídy a po 43 letech se vrátili do I. B třídy. Od sezony 2015/16 hráli opět v I. A třídě Jihomoravského kraje, kterou v sezoně 2016/17 vyhráli a postoupili do Přeboru Jihomoravského kraje.

## Zázemí klubu
Současný stadion byl slavnostně otevřen 28. října 1957 utkáním s prvoligovým týmem TJ Rudá hvězda Brno (za RH Brno nastoupil mj. Josef Břečka ze Zarazic). Jeho kapacita je 2 500 diváků, z toho je 100 míst k sezení. Rozměry hrací plochy jsou 103×66 metrů.

## Historické názvy
- 1928 – SOO Veselí nad Moravou (Sportovní odbor Orel Veselí nad Moravou)
- 1942 – SK Veselí nad Moravou (Sportovní klub Veselí nad Moravou)
- 1948 – JTO Sokol Veselí nad Moravou (Jednotná tělovýchovná organisace Sokol Veselí nad Moravou)
- 1949 – ZSJ ČSD Veselí nad Moravou (Závodní sokolská jednota Československé státní dráhy Veselí nad Moravou)
- 1953 – DSO Lokomotiva Veselí nad Moravou (Dobrovolná sportovní organisace Lokomotiva Veselí nad Moravou)
- 1957 – TJ Lokomotiva Veselí nad Moravou (Tělovýchovná jednota Lokomotiva Veselí nad Moravou)
- 1967 – TJ JTT Veselí nad Moravou (Tělovýchovná jednota Jihomoravské trubkárny a tažírny Veselí nad Moravou)
- 1976 – TJ Veselí nad Moravou (Tělovýchovná jednota Veselí nad Moravou)
- 1994 – FC Veselí nad Moravou, o. s. (Football Club Veselí nad Moravou, občanské sdružení)
- 2015 – FC Veselí nad Moravou, z. s. (Football Club Veselí nad Moravou, zapsaný spolek)

## Umístění v jednotlivých sezonách
Legenda: Z – zápasy, V – výhry, R – remízy, P – porážky, VG – vstřelené góly, OG – obdržené góly, +/− – rozdíl skóre, B – body, červené podbarvení – sestup, zelené podbarvení – postup, fialové podbarvení – reorganizace, změna skupiny či soutěže
| Československo (1936 – 1939)             |                                                                       |                                                                       |                                                                       |                                                                       |                                                                       |                                                                       |                                                                       |                                                                       |                                                                       |                                                                       |                                                                       |
| Sezóny                                   | Liga                                                                  | Úroveň                                                                | Z                                                                     | V                                                                     | R                                                                     | P                                                                     | VG                                                                    | OG                                                                    | +/−                                                                   | B                                                                     | Pozice                                                                |
| 1936/37                                  | II. třída BZMŽF – okrsek slovácký                                     | 5                                                                     | 16                                                                    | 3                                                                     | 5                                                                     | 8                                                                     | 34                                                                    | 44                                                                    | −10                                                                   | 11                                                                    | 8.                                                                    |
| ...                                      |                                                                       |                                                                       |                                                                       |                                                                       |                                                                       |                                                                       |                                                                       |                                                                       |                                                                       |                                                                       |                                                                       |
| Protektorát Čechy a Morava (1939 – 1945) |                                                                       |                                                                       |                                                                       |                                                                       |                                                                       |                                                                       |                                                                       |                                                                       |                                                                       |                                                                       |                                                                       |
| Sezóny                                   | Liga                                                                  | Úroveň                                                                | Z                                                                     | V                                                                     | R                                                                     | P                                                                     | VG                                                                    | OG                                                                    | +/−                                                                   | B                                                                     | Pozice                                                                |
| ...                                      |                                                                       |                                                                       |                                                                       |                                                                       |                                                                       |                                                                       |                                                                       |                                                                       |                                                                       |                                                                       |                                                                       |
| 1943/44                                  | I. B třída BZMŽF – III. okrsek                                        | 4                                                                     | 26                                                                    | 10                                                                    | 1                                                                     | 15                                                                    | 73                                                                    | 86                                                                    | −13                                                                   | 21                                                                    | 12.                                                                   |
| 1944/45                                  | Končila druhá světová válka, pravidelné fotbalové soutěže se nehrály. | Končila druhá světová válka, pravidelné fotbalové soutěže se nehrály. | Končila druhá světová válka, pravidelné fotbalové soutěže se nehrály. | Končila druhá světová válka, pravidelné fotbalové soutěže se nehrály. | Končila druhá světová válka, pravidelné fotbalové soutěže se nehrály. | Končila druhá světová válka, pravidelné fotbalové soutěže se nehrály. | Končila druhá světová válka, pravidelné fotbalové soutěže se nehrály. | Končila druhá světová válka, pravidelné fotbalové soutěže se nehrály. | Končila druhá světová válka, pravidelné fotbalové soutěže se nehrály. | Končila druhá světová válka, pravidelné fotbalové soutěže se nehrály. | Končila druhá světová válka, pravidelné fotbalové soutěže se nehrály. |
| Československo (1945 – 1993)             |                                                                       |                                                                       |                                                                       |                                                                       |                                                                       |                                                                       |                                                                       |                                                                       |                                                                       |                                                                       |                                                                       |
| Sezóny                                   | Liga                                                                  | Úroveň                                                                | Z                                                                     | V                                                                     | R                                                                     | P                                                                     | VG                                                                    | OG                                                                    | +/−                                                                   | B                                                                     | Pozice                                                                |
| ...                                      |                                                                       |                                                                       |                                                                       |                                                                       |                                                                       |                                                                       |                                                                       |                                                                       |                                                                       |                                                                       |                                                                       |
| 1946/47                                  | I. B třída BZMŽF – IV. okrsek                                         | 4                                                                     | 18                                                                    | 9                                                                     | 2                                                                     | 7                                                                     | 59                                                                    | 35                                                                    | +24                                                                   | 20                                                                    | 4.                                                                    |
| ...                                      |                                                                       |                                                                       |                                                                       |                                                                       |                                                                       |                                                                       |                                                                       |                                                                       |                                                                       |                                                                       |                                                                       |
| 1948                                     | I. B třída ZMŽF – okrsek IV                                           | 5                                                                     | 10                                                                    | 5                                                                     | 1                                                                     | 4                                                                     | 31                                                                    | 23                                                                    | +8                                                                    | 11                                                                    | 4.                                                                    |
| ...                                      |                                                                       |                                                                       |                                                                       |                                                                       |                                                                       |                                                                       |                                                                       |                                                                       |                                                                       |                                                                       |                                                                       |
| 1963/64                                  | Okresní přebor Hodonínska                                             | 6                                                                     | 22                                                                    | ...                                                                   | ...                                                                   | ...                                                                   | ...                                                                   | ...                                                                   | ...                                                                   |                                                                       | 1.                                                                    |
| 1964/65                                  | I. B třída Jihomoravského kraje – sk. C                               | 5                                                                     | 22                                                                    | 7                                                                     | 5                                                                     | 10                                                                    | 42                                                                    | 49                                                                    | −7                                                                    | 19                                                                    | 10.                                                                   |
| 1965/66                                  | I. B třída Jihomoravské oblasti – sk. C                               | 6                                                                     | 22                                                                    | 14                                                                    | 6                                                                     | 2                                                                     | 40                                                                    | 21                                                                    | +19                                                                   | 34                                                                    | 2.                                                                    |
| 1966/67                                  | I. B třída Jihomoravské oblasti – sk. C                               | 6                                                                     | 22                                                                    | 14                                                                    | 7                                                                     | 1                                                                     | 53                                                                    | 12                                                                    | +41                                                                   | 35                                                                    | 1.                                                                    |
| 1967/68                                  | I. A třída Jihomoravské oblasti – sk. B                               | 5                                                                     | 26                                                                    | 15                                                                    | 8                                                                     | 3                                                                     | 80                                                                    | 27                                                                    | +53                                                                   | 38                                                                    | 1.                                                                    |
| 1968/69                                  | Jihomoravský oblastní přebor                                          | 4                                                                     | 26                                                                    | 15                                                                    | 4                                                                     | 7                                                                     | 49                                                                    | 27                                                                    | +22                                                                   | 49                                                                    | 2.                                                                    |
| 1969/70                                  | Divize D                                                              | 4                                                                     | 30                                                                    | 13                                                                    | 7                                                                     | 10                                                                    | 48                                                                    | 33                                                                    | +15                                                                   | 33                                                                    | 5.                                                                    |
| 1970/71                                  | Divize D                                                              | 4                                                                     | 30                                                                    | 18                                                                    | 7                                                                     | 5                                                                     | 58                                                                    | 24                                                                    | +34                                                                   | 43                                                                    | 2.                                                                    |
| 1971/72                                  | Divize D                                                              | 4                                                                     | 30                                                                    | 12                                                                    | 9                                                                     | 9                                                                     | 54                                                                    | 43                                                                    | +11                                                                   | 33                                                                    | 6.                                                                    |
| 1972/73                                  | Divize D                                                              | 4                                                                     | 30                                                                    | 16                                                                    | 3                                                                     | 11                                                                    | 61                                                                    | 43                                                                    | +18                                                                   | 35                                                                    | 3.                                                                    |
| 1973/74                                  | Divize D                                                              | 4                                                                     | 30                                                                    | 12                                                                    | 5                                                                     | 13                                                                    | 44                                                                    | 49                                                                    | −5                                                                    | 29                                                                    | 11.                                                                   |
| 1974/75                                  | Divize D                                                              | 4                                                                     | 30                                                                    | 10                                                                    | 10                                                                    | 10                                                                    | 40                                                                    | 27                                                                    | +13                                                                   | 30                                                                    | 8.                                                                    |
| 1975/76                                  | Divize D                                                              | 4                                                                     | 30                                                                    | 12                                                                    | 10                                                                    | 8                                                                     | 34                                                                    | 30                                                                    | +4                                                                    | 46                                                                    | 4.                                                                    |
| 1976/77                                  | Divize D                                                              | 4                                                                     | 30                                                                    | 12                                                                    | 8                                                                     | 10                                                                    | 46                                                                    | 43                                                                    | +3                                                                    | 32                                                                    | 5.                                                                    |
| 1977/78                                  | Divize D                                                              | 3                                                                     | 30                                                                    | 13                                                                    | 7                                                                     | 10                                                                    | 38                                                                    | 35                                                                    | +3                                                                    | 33                                                                    | 5.                                                                    |
| 1978/79                                  | Divize D                                                              | 3                                                                     | 30                                                                    | 8                                                                     | 11                                                                    | 11                                                                    | 40                                                                    | 47                                                                    | −7                                                                    | 27                                                                    | 11.                                                                   |
| 1979/80                                  | Divize D                                                              | 3                                                                     | 30                                                                    | 7                                                                     | 4                                                                     | 19                                                                    | 38                                                                    | 67                                                                    | −29                                                                   | 18                                                                    | 16.                                                                   |
| 1980/81                                  | Jihomoravský krajský přebor                                           | 4                                                                     | 30                                                                    | 11                                                                    | 8                                                                     | 11                                                                    | 56                                                                    | 58                                                                    | −2                                                                    | 30                                                                    | 7.                                                                    |
| 1981/82                                  | Jihomoravský krajský přebor                                           | 5                                                                     | 30                                                                    | 9                                                                     | 9                                                                     | 12                                                                    | 48                                                                    | 49                                                                    | −1                                                                    | 36                                                                    | 13.                                                                   |
| 1982/83                                  | Jihomoravský krajský přebor                                           | 5                                                                     | 30                                                                    | 10                                                                    | 6                                                                     | 14                                                                    | 40                                                                    | 50                                                                    | −10                                                                   | 26                                                                    | 10.                                                                   |
| 1983/84                                  | Jihomoravský krajský přebor – sk. B                                   | 5                                                                     | 24                                                                    | 10                                                                    | 5                                                                     | 9                                                                     | 42                                                                    | 30                                                                    | +12                                                                   | 19                                                                    | 11.                                                                   |
| 1984/85                                  | Jihomoravský krajský přebor – sk. B                                   | 5                                                                     | 26                                                                    | 13                                                                    | 6                                                                     | 7                                                                     | 47                                                                    | 35                                                                    | +12                                                                   | 32                                                                    | 3.                                                                    |
| 1985/86                                  | Jihomoravský krajský přebor – sk. B                                   | 5                                                                     | 26                                                                    | 9                                                                     | 8                                                                     | 9                                                                     | 35                                                                    | 31                                                                    | +4                                                                    | 26                                                                    | 9.                                                                    |
| 1986/87                                  | I. A třída Jihomoravského kraje – sk. B                               | 6                                                                     | 26                                                                    | 10                                                                    | 5                                                                     | 11                                                                    | 42                                                                    | 53                                                                    | −11                                                                   | 25                                                                    | 8.                                                                    |
| 1987/88                                  | I. A třída Jihomoravského kraje – sk. B                               | 6                                                                     | 26                                                                    | 13                                                                    | 3                                                                     | 10                                                                    | 49                                                                    | 41                                                                    | +8                                                                    | 29                                                                    | 4.                                                                    |
| 1988/89                                  | I. A třída Jihomoravského kraje – sk. B                               | 6                                                                     | 26                                                                    | 18                                                                    | 5                                                                     | 3                                                                     | 65                                                                    | 31                                                                    | +34                                                                   | 41                                                                    | 1.                                                                    |
| 1989/90                                  | Jihomoravský krajský přebor                                           | 5                                                                     | 26                                                                    | 9                                                                     | 8                                                                     | 9                                                                     | 44                                                                    | 46                                                                    | −2                                                                    | 26                                                                    | 4.                                                                    |
| 1990/91                                  | Jihomoravský krajský přebor                                           | 5                                                                     | 30                                                                    | 13                                                                    | 6                                                                     | 11                                                                    | 54                                                                    | 59                                                                    | −5                                                                    | 32                                                                    | 6.                                                                    |
| 1991/92                                  | Divize D                                                              | 4                                                                     | 30                                                                    | 10                                                                    | 5                                                                     | 15                                                                    | 43                                                                    | 61                                                                    | −18                                                                   | 25                                                                    | 13.                                                                   |
| 1992/93                                  | Divize D                                                              | 4                                                                     | 30                                                                    | 12                                                                    | 7                                                                     | 11                                                                    | 38                                                                    | 47                                                                    | −9                                                                    | 31                                                                    | 13.                                                                   |
| Česko (1993 – )                          |                                                                       |                                                                       |                                                                       |                                                                       |                                                                       |                                                                       |                                                                       |                                                                       |                                                                       |                                                                       |                                                                       |
| Sezóna                                   | Liga                                                                  | Úroveň                                                                | Z                                                                     | V                                                                     | R                                                                     | P                                                                     | VG                                                                    | OG                                                                    | +/−                                                                   | B                                                                     | Pozice                                                                |
| 1993/94                                  | Divize D                                                              | 4                                                                     | 30                                                                    | 10                                                                    | 5                                                                     | 15                                                                    | 27                                                                    | 50                                                                    | −23                                                                   | 25                                                                    | 13.                                                                   |
| 1994/95                                  | Divize D                                                              | 4                                                                     | 30                                                                    | 11                                                                    | 4                                                                     | 15                                                                    | 31                                                                    | 44                                                                    | −13                                                                   | 37                                                                    | 12.                                                                   |
| 1995/96                                  | Divize D                                                              | 4                                                                     | 30                                                                    | 10                                                                    | 6                                                                     | 14                                                                    | 28                                                                    | 52                                                                    | −24                                                                   | 36                                                                    | 13.                                                                   |
| 1996/97                                  | Divize D                                                              | 4                                                                     | 30                                                                    | 11                                                                    | 5                                                                     | 14                                                                    | 31                                                                    | 44                                                                    | −13                                                                   | 38                                                                    | 7.                                                                    |
| 1997/98                                  | Divize D                                                              | 4                                                                     | 30                                                                    | 7                                                                     | 6                                                                     | 17                                                                    | 30                                                                    | 47                                                                    | −17                                                                   | 27                                                                    | 15.                                                                   |
| 1998/99                                  | Středomoravský župní přebor                                           | 5                                                                     | 28                                                                    | 11                                                                    | 4                                                                     | 13                                                                    | 43                                                                    | 55                                                                    | −12                                                                   | 37                                                                    | 9.                                                                    |
| 1999/00                                  | Středomoravský župní přebor                                           | 5                                                                     | 30                                                                    | 18                                                                    | 5                                                                     | 7                                                                     | 66                                                                    | 38                                                                    | +28                                                                   | 59                                                                    | 2.                                                                    |
| 2000/01                                  | Středomoravský župní přebor                                           | 5                                                                     | 30                                                                    | 10                                                                    | 15                                                                    | 5                                                                     | 49                                                                    | 29                                                                    | +20                                                                   | 45                                                                    | 5.                                                                    |
| 2001/02                                  | Středomoravský župní přebor                                           | 5                                                                     | 30                                                                    | 20                                                                    | 4                                                                     | 6                                                                     | 78                                                                    | 32                                                                    | +46                                                                   | 64                                                                    | 2.                                                                    |
| 2002/03                                  | Přebor Jihomoravského kraje                                           | 5                                                                     | 30                                                                    | 12                                                                    | 6                                                                     | 12                                                                    | 52                                                                    | 55                                                                    | −3                                                                    | 42                                                                    | 8.                                                                    |
| 2003/04                                  | Přebor Jihomoravského kraje                                           | 5                                                                     | 30                                                                    | 9                                                                     | 8                                                                     | 13                                                                    | 37                                                                    | 39                                                                    | −2                                                                    | 35                                                                    | 12.                                                                   |
| 2004/05                                  | Přebor Jihomoravského kraje                                           | 5                                                                     | 30                                                                    | 8                                                                     | 8                                                                     | 14                                                                    | 34                                                                    | 48                                                                    | −14                                                                   | 32                                                                    | 14.                                                                   |
| 2005/06                                  | Přebor Jihomoravského kraje                                           | 5                                                                     | 30                                                                    | 6                                                                     | 9                                                                     | 15                                                                    | 40                                                                    | 62                                                                    | −22                                                                   | 27                                                                    | 14.                                                                   |
| 2006/07                                  | Přebor Jihomoravského kraje                                           | 5                                                                     | 30                                                                    | 12                                                                    | 8                                                                     | 10                                                                    | 53                                                                    | 49                                                                    | +4                                                                    | 27                                                                    | 8.                                                                    |
| 2007/08                                  | Přebor Jihomoravského kraje                                           | 5                                                                     | 30                                                                    | 9                                                                     | 4                                                                     | 17                                                                    | 46                                                                    | 68                                                                    | −22                                                                   | 31                                                                    | 15.                                                                   |
| 2008/09                                  | I. A třída Jihomoravského kraje – sk. B                               | 6                                                                     | 26                                                                    | 8                                                                     | 7                                                                     | 11                                                                    | 32                                                                    | 45                                                                    | −13                                                                   | 31                                                                    | 13.                                                                   |
| 2009/10                                  | I. A třída Jihomoravského kraje – sk. B                               | 6                                                                     | 26                                                                    | 4                                                                     | 2                                                                     | 20                                                                    | 31                                                                    | 64                                                                    | −33                                                                   | 14                                                                    | 14.                                                                   |
| 2010/11                                  | I. B třída Jihomoravského kraje – sk. C                               | 7                                                                     | 26                                                                    | 13                                                                    | 4                                                                     | 9                                                                     | 50                                                                    | 35                                                                    | +15                                                                   | 43                                                                    | 5.                                                                    |
| 2011/12                                  | I. B třída Jihomoravského kraje – sk. C                               | 7                                                                     | 26                                                                    | 9                                                                     | 6                                                                     | 11                                                                    | 41                                                                    | 44                                                                    | −3                                                                    | 33                                                                    | 8.                                                                    |
| 2012/13                                  | I. B třída Jihomoravského kraje – sk. C                               | 7                                                                     | 26                                                                    | 11                                                                    | 7                                                                     | 8                                                                     | 63                                                                    | 54                                                                    | +9                                                                    | 40                                                                    | 5.                                                                    |
| 2013/14                                  | I. B třída Jihomoravského kraje – sk. C                               | 7                                                                     | 26                                                                    | 13                                                                    | 8                                                                     | 5                                                                     | 54                                                                    | 35                                                                    | +19                                                                   | 47                                                                    | 3.                                                                    |
| 2014/15                                  | I. B třída Jihomoravského kraje – sk. C                               | 7                                                                     | 26                                                                    | 18                                                                    | 2                                                                     | 6                                                                     | 66                                                                    | 27                                                                    | +39                                                                   | 56                                                                    | 1.                                                                    |
| 2015/16                                  | I. A třída Jihomoravského kraje – sk. B                               | 6                                                                     | 26                                                                    | 15                                                                    | 3                                                                     | 8                                                                     | 83                                                                    | 45                                                                    | +38                                                                   | 48                                                                    | 3.                                                                    |
| 2016/17                                  | I. A třída Jihomoravského kraje – sk. B                               | 6                                                                     | 26                                                                    | 20                                                                    | 3                                                                     | 3                                                                     | 89                                                                    | 25                                                                    | +64                                                                   | 63                                                                    | 1.                                                                    |
| 2017/18                                  | Přebor Jihomoravského kraje                                           | 5                                                                     | 30                                                                    | 6                                                                     | 3                                                                     | 21                                                                    | 42                                                                    | 86                                                                    | −44                                                                   | 21                                                                    | 15.                                                                   |
| 2018/19                                  | I. A třída Jihomoravského kraje – sk. B                               | 6                                                                     | 26                                                                    | 11                                                                    | 5                                                                     | 10                                                                    | 45                                                                    | 41                                                                    | +4                                                                    | 38                                                                    | 6.                                                                    |
| 2019/20                                  | I. A třída Jihomoravského kraje – sk. B                               | 6                                                                     | 13                                                                    | 8                                                                     | 3                                                                     | 2                                                                     | 26                                                                    | 11                                                                    | +15                                                                   | 27                                                                    | 3.                                                                    |
| 2020/21                                  | I. A třída Jihomoravského kraje – sk. B                               | 6                                                                     | 9                                                                     | 8                                                                     | 0                                                                     | 1                                                                     | 36                                                                    | 3                                                                     | +33                                                                   | 24                                                                    | 1.                                                                    |
| 2021/22                                  | I. A třída Jihomoravského kraje – sk. B                               | 6                                                                     | 26                                                                    | 15                                                                    | 1                                                                     | 10                                                                    | 80                                                                    | 57                                                                    | +23                                                                   | 46                                                                    | 6.                                                                    |
| 2022/23                                  | I. A třída Jihomoravského kraje – sk. B                               | 6                                                                     | 26                                                                    | 7                                                                     | 6                                                                     | 13                                                                    | 44                                                                    | 63                                                                    | +19                                                                   | 27                                                                    | 11.                                                                   |
| 2023/24                                  | I. A třída Jihomoravského kraje – sk. B                               | 6                                                                     | 26                                                                    | 11                                                                    | 4                                                                     | 11                                                                    | 69                                                                    | 52                                                                    | +17                                                                   | 37                                                                    | 8.                                                                    |
| 2024/25                                  | I. A třída Jihomoravského kraje – sk. B                               | 6                                                                     | 25                                                                    | 9                                                                     | 3                                                                     | 13                                                                    | 49                                                                    | 51                                                                    | −2                                                                    | 30                                                                    | 9.                                                                    |

Poznámky:
- 1983/84: Veselským bylo odečteno 6 bodů.[8]
- 2019/20 a 2020/21: Tyto ročníky byly předčasně ukončeny z důvodu pandemie covidu-19 v Česku.

## FC Veselí nad Moravou „B“
FC Veselí nad Moravou „B“ byl rezervním týmem Veselí nad Moravou, který naposled startoval v sezoně 2013/14 v nejnižší soutěži na Hodonínsku (10. nejvyšší soutěž).

### Umístění v jednotlivých sezonách
Legenda: Z – zápasy, V – výhry, R – remízy, P – porážky, VG – vstřelené góly, OG – obdržené góly, +/− – rozdíl skóre, B – body, červené podbarvení – sestup, zelené podbarvení – postup, fialové podbarvení – reorganizace, změna skupiny či soutěže
| Československo (1972 – 1993) |                                         |        |    |    |   |    |    |    |     |    |        |
| Sezóny                       | Liga                                    | Úroveň | Z  | V  | R | P  | VG | OG | +/− | B  | Pozice |
| 1972/73                      | I. B třída Jihomoravského kraje – sk. B | 7      | 26 | 12 | 4 | 10 | 51 | 38 | +13 | 28 | 3.     |
| 1973/74                      | I. B třída Jihomoravského kraje – sk. B | 7      | 26 | 13 | 6 | 7  | 49 | 30 | +19 | 32 | 2.     |
| ...                          |                                         |        |    |    |   |    |    |    |     |    |        |
| Česko (1993 – 2014)          |                                         |        |    |    |   |    |    |    |     |    |        |
| Sezóny                       | Liga                                    | Úroveň | Z  | V  | R | P  | VG | OG | +/− | B  | Pozice |
| ...                          |                                         |        |    |    |   |    |    |    |     |    |        |
| 2010/11                      | Základní třída Hodonínska               | 10     | 26 | 12 | 2 | 12 | 46 | 48 | −2  | 38 | 7.     |
| 2011/12                      | Základní třída Hodonínska               | 10     | 28 | 15 | 5 | 8  | 64 | 52 | +12 | 50 | 5.     |
| 2012/13                      | Základní třída Hodonínska               | 10     | 28 | 9  | 5 | 14 | 49 | 58 | −9  | 32 | 10.    |
| 2013/14                      | Základní třída Hodonínska – sk. B       | 10     | 24 | 14 | 2 | 8  | 70 | 45 | +25 | 44 | 3.     |